# 漠魚
漠魚（学名：Eremichthys acros）为輻鰭魚綱鯉形目鲤科的其中一種，被IUCN列為次級保育類動物，分布於北美洲美國內華達州洪堡河郡，體長可達7.7公分，棲息在水底。